# Лобач Марина Вікентіївна
Мари́на Віке́нтіївна Ло́бач (26 червня 1970) — радянська гімнастка, олімпійська чемпіонка. У 1991 році закінчила Білоруський державний університет фізичної культури.

## Досягнення
- Олімпійська чемпіонка: 1988 року
- Чемпіонка світу: 1987  року
- Чемпіонка Європи: 1985 року (двічі)
- Заслужений майстер спорту СРСР: 1987 року